# PBID
PBID (Przedsiębiorstwo Budownictwa Inżynieryjno Drogowego) w Biłgoraju. Historia przedsiębiorstwa sięga 1 lipca 1963 roku kiedy do życia powołany został Powiatowy Zarząd Dróg Lokalnych w Biłgoraju. Kolejna zmiana nazwy miała miejsce w roku 1976 kiedy to decyzją ministra komunikacji przekształcony został w Przedsiębiorstwo Budownictwa Kolejowo-Drogowego. Długoletnim dyrektorem PZDL, PBK-D, PBID był Zbigniew Stepanów. Dzięki działalności PBID w powiecie Biłgorajskim i nie tylko, powstała gęsta sieć dróg asfaltowych oraz wiele mostów i przepustów. To właśnie PBID przebudowało tor kolejki wąskotorowej łączącej Biłgoraj ze Zwierzyńcem Białym Słupem, a następnie zbudowało odcinek kolei normalnotorowej łączącej Zwierzyniec-Biłgoraj-Stalowa Wola. Przedsiębiorstwo prowadziło także roboty na Linii Hutniczo-Szerokotorowej (Siarkowej). Załoga przedsiębiorstwa należała do najlepszych w kraju. PBID zostało zlikwidowane na początku lat 90 XX wieku.